# Modalidad epistémica
La modalidad epistémica es un subtipo de modalidad lingüística empleado por un hablante para expresar su confianza en la verdad de una aseveración. Es decir, la modalidad epistémica refiere a la manera en que hablantes expresan sus dudas y adivinanzas. 

## Tipos de modalidades epistémicas
La modalidad epistémica se divide en tres subtipos de modalidad basadas en la información disponible del hablante, que son: 
- Especulativa
  - La forma especulativa es la que expresa duda. Palmer[1] lo explica en términos de una conclusión posible expresada por el hablante
  - Ej. Juan puede estar en la oficina

- Deductiva
  - La forma deductiva es la que expresa una inferencia basada en información observable. En este caso el hablante expresa la única conclusión posible.[1]
  - Ej. Juan debe de estar en la oficina.
- Presunta
  - La forma presunta se expresa una inferencia basada en conocimiento general. En este caso el hablante expresa una conclusión razonable.[1]
  - Ej. Juan estará en la oficina.

## Realización en el habla
Gramaticalmente:
- los verbos modales: (Español. poder, deber, creer, pensar;[4] Inglés. must, might, may[2])
  - Ej. Juan puede venir
  - Ej. Juan may come

- el modo gramatical: En el español, se puede expresar epistemicidad con el modo subjuntivo, pero típicamente junto con un o verbo modal o un adverbio modal. Por eso, se dice que el subjuntivo sirve como reforzador de la incertidumbre.[5]
  - Ej. Puede ser que Raúl venga a clase hoy.
  - Ej. Quizás haya personas a la fiesta.

- afijos modales: Las lenguas turcas, por ejemplo, expresan la modalidad a través de afijos modales. 
  - Ej. koasati (lengua indígena americana)
    - ó:la-fon ałí-:sahá:w-ok (Supongo que ella fui al centro)[2]

- Estructuras como la española estar + gerundio y equivalentes en otras lenguas.[6] El bloqueo de la predicación mediante el operador estar + gerundio constituye una instancia que fuerza la aparición del valor epistémico.[7]
  - Ej. Debes estar leyendo. (cf. lectura deóntica en un Debes leer)

Lexicalmente:
- adverbios modales: (Español. quizá(s), tal vez, posiblemente, probablemente; Inglés. maybe, perhaps, possibly, probably)
  - Ej. Tal vez me puedan prestar una chaqueta.
- etiquetas modales: frases cortas que se añade al final de una aseveración (Español: creo yo, digo yo; Inglés: I think, I believe, I guess)
  - Ej. Mi hermana viene mañana, creo.
- partículas modales: comunes en alemán, holandés, ruso,[2]

## Epistemicidad y evidencialidad
Algunos lingüistas consideran la evidencialidad como un tipo de modalidad epistémica. Palmer hace una distinción entre la modalidad epistémica y la modalidad evidencial. Dice que la evidencial es una expresión por parte del hablante de la evidencia que tiene para apoyar el estatus factual de una proposición. En vez de considerar la modalidad evidencial como un tipo de modalidad epistémica, explica que hay un solapamiento de las dos modalidades que se ve en la modalidad deductiva. Menciona cinco tipos de evidencia: conocimiento general, experiencia de primera mano, evidencia auditoria, información de segunda mano e inferencia. El último tipo es, de hecho, igual de la categoría epistémica deductiva. En este sentido, la frase "Juan debe de estar en la oficina" es un ejemplo de modalidad epistémica y modalidad evidencial.
Sin embargo, muchos lingüistas[¿quién?] mantienen la distinción entre las dos modalidades. De hecho, hay lenguas[¿cuál?] que marcan la modalidad evidencial aparte de la modalidad epistémica.